# セシル (ライオン)
セシル（英: Cecil）はライオン（Panthera leo bleyenberghi）。死亡時の年齢は13歳。主にジンバブウェのワンゲ・ナショナル・パーク（Hwange National Park）に暮らした。セシルはこのナショナル・パークの一番の呼び物で、研究のためオックスフォード大学の追跡調査の対象となっていた。
セシルはアメリカのスポーツ・ハンター、ウォルター・パルマー（Walter Palmer）に矢で撃たれた。その後およそ40時間にわたり追跡され、2015年7月1日、ライフルによって射殺された。このセシルの事件は国際的に注目を集め、動物愛護家や政治家、著名人らが憤りを露にし、パルマー自身も強い非難の的となった。このハンティングに関わったとして二人の男が起訴され、ジンバブエ政府がパルマーの身柄引き渡しを求める事態となった。

## 背景
セシルの名はセシル・ローズにちなむ。セシルともう一頭セシルの兄弟とおもわれるライオンの存在は2008年には報告されている。2009年、セシルと彼の兄弟は別のライオンの群れと接触している。結果として争いがおこり、セシルの兄弟は死亡、セシルと例の群れのリーダーもともに重症を負った。群れのリーダーは怪我の状態が良くなく、最終的にナショナル･パークのレンジャーによって殺された。セシルはナショナル・パーク内の別の地域へと撤退、そこで22頭からなる群れを作った。2013年には若い2頭のオスによってその地域を追い出され、ナショナル・パークの東の端に移った。そこでジェリコ（Jericho）というオスライオンと仲良くなり2つの群れをつくった。群れは6頭のメスと、セシル、ジェリコの血を引く12頭の仔から成った。
セシルはナショナル・パークで最も有名な動物だった。セシルは黒い房となった鬣とぶら下げたGPS追跡装置のために識別が容易だった。パーク内のライオンは1999年よりオックスフォード大学のワイルドライフ・コンサベーション・リサーチ・ユニット（Wildlife Conservation Research Unit）の調査の対象となっており、セシルの行動は2008年から記録されていた。研究期間中にタグがつけられた62頭のライオンのうち34頭が死亡している。セシルは人懐っこく、時に10メートルまで車の接近を許してくれたために撮影、観察が容易で旅行者や研究者から人気を集めた、と研究員の一人は語っている。
アフリカには2万5千から3万のライオンが生息、あるいは飼育されていると見積もられている。2013年には49頭のライオンが戦利品としてジンバブエから輸出されている。2005年から2008年のジンバブエのライオン取引量（合法的な狩猟）は年平均42頭である。

## 殺害
2015年6月3日、アメリカ、ミネソタ州出身の歯科医師でスポーツ・ハンティング愛好家のウォルター・パルマー（Walter Palmer）は
ライオンを狩る手続きのためにプロのハンター、ガイドのテオ・ブロンコースト（Theo Bronkhorst）に5万ドルを支払ったと伝えられている。セシルは禁猟区からおびき出され、そこで矢で撃たれ傷を負った。その後追跡され、およそ40時間後にライフルで射殺された。毛皮は剥がされ、首が落とされた。パークの調査員によってセシルの頭のない死体が発見されるが、セシルの首につけられていたGPS追跡装置は見つからなかった。
7月28日、イギリスのデイリー・テレグラフは独自のルートで、この狩猟に関する許可書の写しを確認したと報道した。
ジンバブエ・ナショナル・パークはハンターガイドのブロンコーストも、セシルが撃たれたと考えられる場所のオーナー、オネスト・ンドロヴ（Honest Ndlovu）の両者ともライオンの狩猟に関する適切な許可を持っていなかったと声明を発表した。
件のハンター・ガイド、ブロンコーストがボウ・ハンティングの許可、ライオン・ハンティングの許可を委員会から受けていたと主張していると、AFP（Agence France Presse）が2015年7月31日に報道した。この2人のジンバブエ人がジンバブエ警察によって逮捕され、パルマーを幇助したとして告訴された。パルマーはすでにアメリカへ帰国しており、彼は合法的に狩りを遂行するためにガイドのノウハウを信用した旨、そして彼の行為がセシルというライオンの命を奪う結果となったことを深く後悔している、と声明をだした。

## セシルの死に対する反応

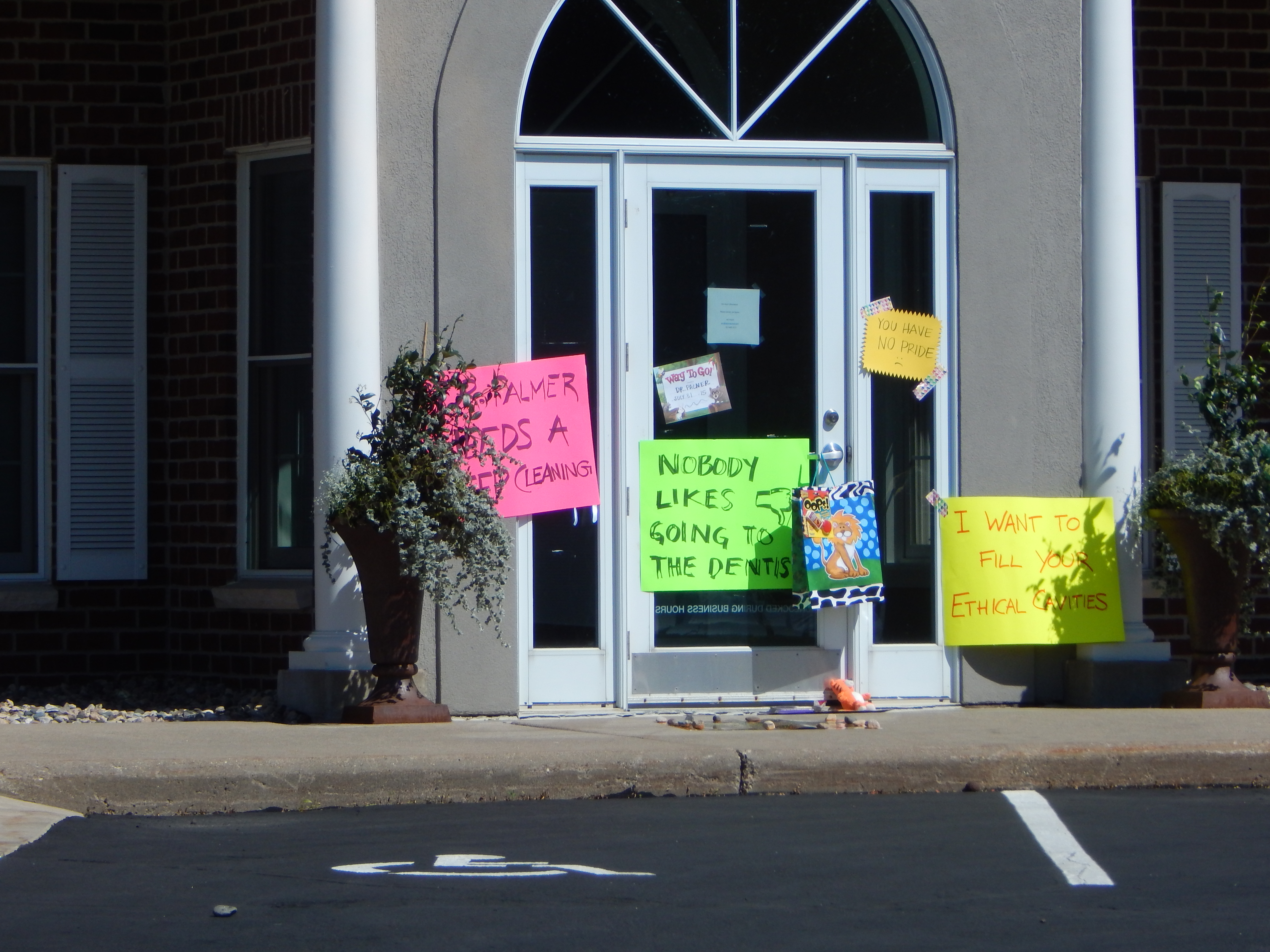
活動家により抗議文の貼り付けられたパルマーの歯科医院、ミネソタ州

## 群れのその後
群れの外のライオンのオスが群れのオスを追い出した場合、前のオスの仔ライオンは皆殺しにされるということが良くある。当初オックスフォード大学もジンバブエ・コンサベーション・タスクフォースのジョニー・ロドリゲス（Johnny Rodrigues）もセシルの6頭の仔らは群れの新しいオスによって殺されたであろうとほのめかした。しかし後のインタビューでロドリゲスはジェリコがセシルの群れを引き継ぎ、セシルの仔らも保護していると語った。